# Adolfo Philippeaux
Adolfo César Philippeaux (Mar del Plata, 25 settembre 1925 – Mar del Plata, 2 ottobre 2004) è stato un militare e schermidore argentino.

## Palmarès
In carriera ha conseguito i seguenti risultati:
- Giochi Panamericani:

Città del Messico 1955: oro nella spada a squadre.